# 聖維森特德塔瓜塔瓜

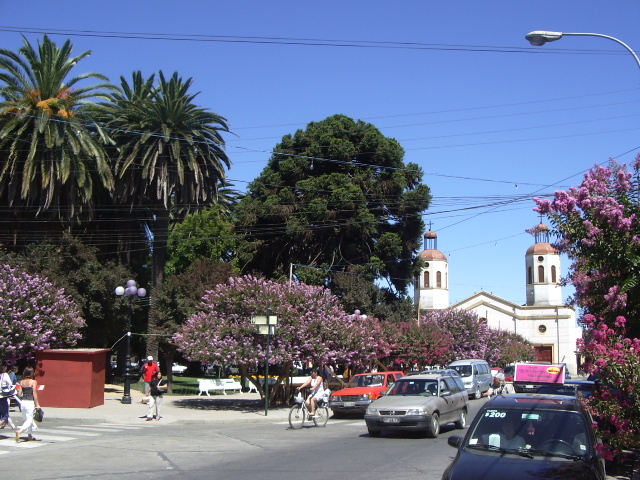

34°26′22″S 71°4′34″W / 34.43944°S 71.07611°W
聖維森特德塔瓜塔瓜（西班牙語：San Vicente de Tagua Tagua），是智利的城市，位於該國中部奧伊金斯將軍解放者大區的卡查波阿爾省，始建於1845年，面積475.8平方公里，海拔高度206米，2002年人口44,046人，人口密度每平方公里93人。